# 烏干達點啄木
屬於啄木鸟科灰啄木鸟属。。其分布于撒哈拉以南非洲，如喀麥隆、中非共和國、查德共和國、剛果民主共和國、肯亞、奈及利亞、盧安達、南蘇丹和烏干達，國際自然保護聯盟（IUCN）將其評估為「無危物種」。

## 物種狀態
該物種於2016年被列入IUCN紅色名錄，國際自然保護聯盟將其歸類為「無危物種」，個體數未知，但其族群數量穩定，目前尚無有重大威脅。